# Alain Gagnon
Alain Gagnon (* 22. Mai 1938 in Trois-Pistoles/Québec; † 26. März 2017 im Hôtel-Dieu de Québec) war ein kanadischer Komponist und Musikpädagoge.

## Leben und Wirken
Gagnon erlernte das Klavierspiel autodidaktisch, bevor er von 1951 bis 1958 Klavierschüler von Pater Philippe-Antoine Lavoie am Rimouski Seminary war. Ab 1960 nahm er Orgelunterricht bei Henri Gagnon am Conservatoire de Musique du Québec und Kompositionsunterricht bei Roger Matton an der Universität Laval.
In den Jahren 1964 und 1965 studierte er bei Jocelyne Binet. 1965 erhielt er einen Prix d’Europe, ein Stipendium des Canada Council sowie ein Stipendium des Erziehungsministeriums von Québec und ging nach Paris, wo er bei Henri Dutilleux an der École normale de Musique und bei Olivier Alain an der École César-Franck studierte. 1966 folgten kurze Studienaufenthalte am Institut de Sonologie in Utrecht und bei André-François Marescotti am Genfer Konservatorium. Ab 1967 unterrichtete er Musiktheorie, Analyse und Komposition an der Universität Laval.

## Werke
- Streichquartett, 1964
- 5 Préludes für Klavier, 1964
- Sonata für Klavier, 1964
- Le Citharède für mittlere Stimme und Klavier, 1964
- Illusions d’antan für mittlere Stimme und Klavier, 1965,
- Esquisse für Orchester, 1965
- Aquarelles für Klavier, 1965
- Mirages für Klavier, 1966
- Streichquartett, 1966
- Sonata für Klavier, 1966
- Rumeurs et visions für drei Soprane und Chor, 1966
- Sonata für Klavier, 1967
- Les Grottes de Castellana für Klavier, 1967
- Prélude für Gitarre, 1968
- Que je t’accueille für mittlere Stimme und Klavier, 1968
- Prélude für Orchester, 1969
- Streichquartett, 1970
- Septet, 1973
- Les Oies sauvages für Sopran und sieben Instrumente, 1973
- Largo für drei Gitarren, 1974
- Interlude für drei Gitarren, 1975
- Bagatelles für Klavier, 1978
- Eaux-fortes für Klavier, 1979
- Trio für Flöte, Violine und Cello, 1979
- Pastourelle für Orgel, 1980
- Jeux dans l’espace für Klavier, 1981
- Incandescence für Klavier, 1982
- Fantaisie lyrique für Altsaxophon und Klavier, 1982
- Suite chorégraphique für Orchester, 1983
- Ode à l’aurore für Orgel, 1983
- Aux sources du soleil für Orchester, 1985
- L’Enfant roi für Sopran und Orchester, 1988
- Souvenirs d’Iguazu für Altsaxophon und Klavier, 1988